# Chiloloba acuta
Chiloloba acuta là một loài bọ cánh cứng và là loài duy nhất của chi. Nó phân bố rộng rãi ở tiểu lục địa Ấn Độ. Những loài bọ này thường sáng bóng với bề mặt lông ngắn cả trên và dưới. Con bọ trưởng thành có mà kim loại sáng bóng màu xanh lá cây và đôi khi có thể xuất hiện màu đỏ hoặc màu xanh sâu. Loài này thường thấy trên cỏ ở miền nam Ấn Độ sau khi gió mùa đông bắc. Adults will sometimes feed on cultivated cereal and millet crops such as sorghum and maize, damaging flowers and grain. It is rarely a serious pest.

## Hình ảnh

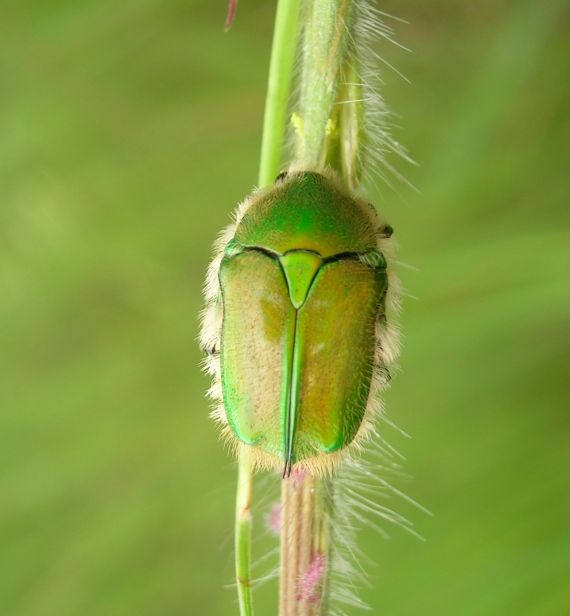
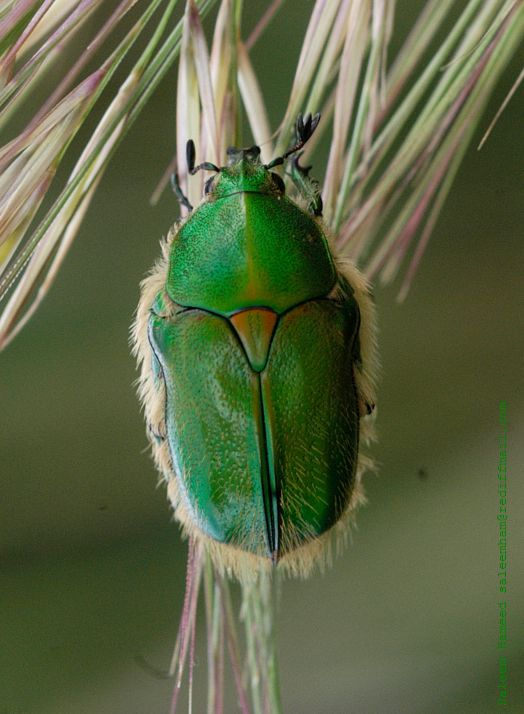
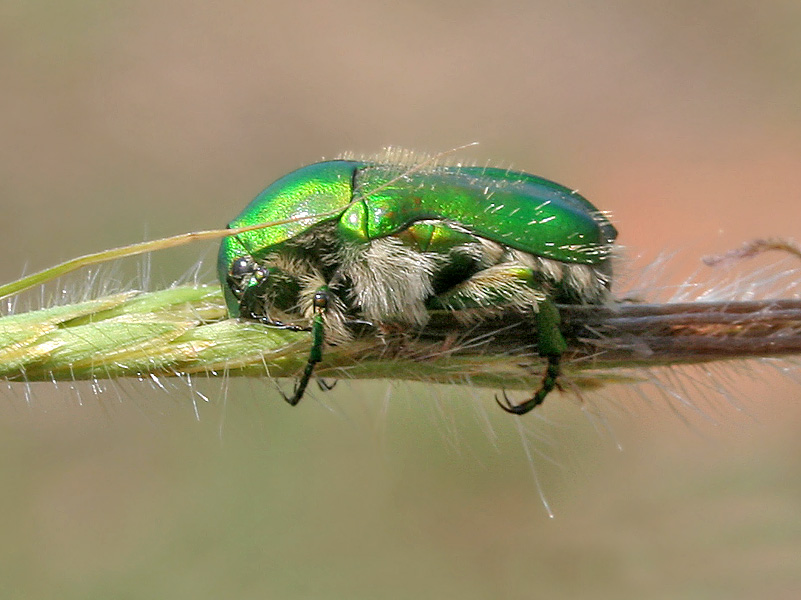
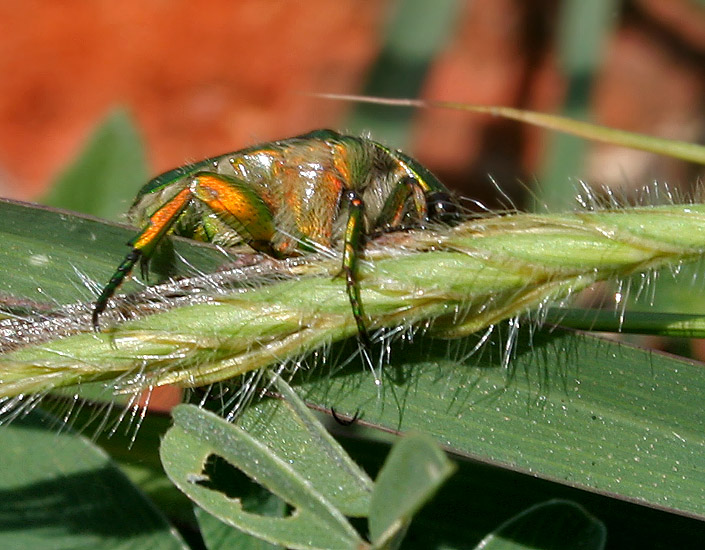